# Ресилово
Ресилово (болг. Ресилово) — село в Болгарии. Находится в Кюстендилской области, входит в общину Сапарева-Баня. Население составляет 1 266 человек.

## Политическая ситуация
В местном кметстве Ресилово, в состав которого входит Ресилово, должность кмета (старосты) исполняет Пламен Темелакиев Пиперевски (Болгарская социалистическая партия (БСП)) по результатам выборов правления кметства.
Кмет (мэр) общины Сапарева-Баня — Сашо Кирилов Иванов (независимый) по результатам выборов в правление общины.